# Động đất Diêm Tân 2006
Động đất Diêm Tân 2006 (tiếng Trung: 2006年盐津地震) là trận động đất xảy ra vào lúc 9:10 (theo giờ địa phương), ngày 22 tháng 7 năm 2006. Trận động đất có cường độ 4.9 richter, tâm chấn độ sâu khoảng 55,6 km. Hậu quả trận động đất đã làm 22 người chết, 106 người bị thương.